# Met (unitat de mesura)
El met és la unitat de mesura de l'índex metabòlic i es defineix com la quantitat de calor emesa per una persona en posició asseguda per metre quadrat de pell. La relació per metre quadrat de pell permet una aproximació major a la mitjana, ja que les persones de major grandària tenen més metabolisme basal. Equival a 58 W/m² (en el sistema tècnic, 50 kcal/h·m²).